# Onukia burmanica
Onukia burmanica är en insektsart som beskrevs av William Lucas Distant 1918. Onukia burmanica ingår i släktet Onukia och familjen dvärgstritar. Inga underarter finns listade i Catalogue of Life.